# Pradelas
Pradelas es una aldea española situada en la parroquia de Saá, del municipio de Puebla del Brollón, en la provincia de Lugo, Galicia.

## Geografía
Está situado a 864 metros de altitud en las estribaciones occidentales de la Sierra del Caurel. Se accede por una estrecha pista desde la aldea de Penadexo.

## Demografía
| Gráfica de evolución demográfica de Pradelas entre 2000 y 2020 |
|                                                                |
| Datos según el nomenclátor publicado por el INE.               |

## Festividades
El patrón de la aldea es San Vitoiro, y cada año se celebra una romería el 27 de agosto en una capilla situada a varios kilómetros de la localidad. 